# Ned's Newt
Ned's Newt är en kanadensisk-tysk animerad TV-serie, skapad av Andy Knight. Serien visades först i kanalen Teletoon mellan 1997 och 1999. Den har senare sänts i repris i bland annat Fox Kids och Cartoon Network.
Serien handlar om pojken Ned som skaffar ett husdjur, en blå ödla som han döper till Newton. Varje gång Newton äter mycket av en särskild sorts mat för ödlor, växer han sig stor och kan prata, tills effekten avtar och han blir som en vanlig ödla igen. Tillsammans upplever Ned och Newton flera märkliga äventyr.